# Guerre des Paysans (1798)
Pour les articles homonymes, voir Guerre des Paysans.
Guerres de la Révolution française
Batailles
- Saint-Nicolas
- 1er Boom
- Merchtem
- Zele
- Malines
- 2e Boom
- Hooglede
- Moorslede
- Zonnebeke
- 1er Diest
- 1er Louvain
- Alost
- Turnhout
- Enghien-Hal
- Hérinnes
- Audenarde
- Leuze
- 2e Louvain
- Ingelmunster
- Duffel
- Herentals
- Arzfeld
- Clervaux
- Amblève
- Stavelot
- Pollare
- Londerzeel
- Kapelle-op-den-Bos
- Bornem
- Meerhout
- 2e Diest
- 3e Diest
- Mol
- Jodoigne
- Marilles
- Beauvechain
- Hélécine
- Kapellen
- Meylem
- Hasselt

La guerre des Paysans de 1798 (en néerlandais : Boerenkrijg) est une insurrection contre-révolutionnaire de paysans de Flandre, de la région de Liège et du Luxembourg contre la République française.
En 1794, la victoire française à la bataille de Fleurus entraîne l'invasion et l'annexion à la République française des Pays-Bas autrichiens qui deviennent les neuf départements réunis. 
L'insurrection éclate en octobre 1798, par rejet des lois anticatholiques et de la conscription instaurées par les républicains. Elle s'achève en décembre lorsque les rassemblements sont écrasés par les républicains lors de divers combats décisifs livrés à Bornem, Diest, Mol et Hasselt.

## La guerre des Paysans
Les rebelles adoptent différents signes de ralliement, l'emblème le plus répandu étant une croix rouge sur fond blanc, arborée sur les drapeaux, cousue sur la poitrine ou portée sur les chapeaux et les brassards. On relève des cocardes noires et jaunes de l'Autriche, d'autres orange ou encore les couleurs noires, jaunes et rouges des États belgiques unis. Les rebelles flamands ornent souvent leurs chapeaux d'une branche de buis ou d'un plumet vert.
En Flandre (départements de la Lys et de l'Escaut) et au Brabant (départements des Deux-Nèthes et de la Dyle), la guerre s'appelle Boerenkrijg. 
Aux pays wallons, comme le Brabant wallon, le Hainaut (département de Jemappes), Namur (département de Sambre-et-Meuse) et Liège (département de l'Ourthe), il y avait une faible résistance, supportée par exemple par l'abbé de Gembloux, dom Colomban Wilmart. Mais en général, l'acceptation de l'adhésion à la France et la collaboration des autorités locales à la conscription étaient plus importantes.
Au Luxembourg (département des Forêts) on parle de Klëppelkrich (guerre des gourdins).

## Déroulement

### Insurrection dans le Brabant

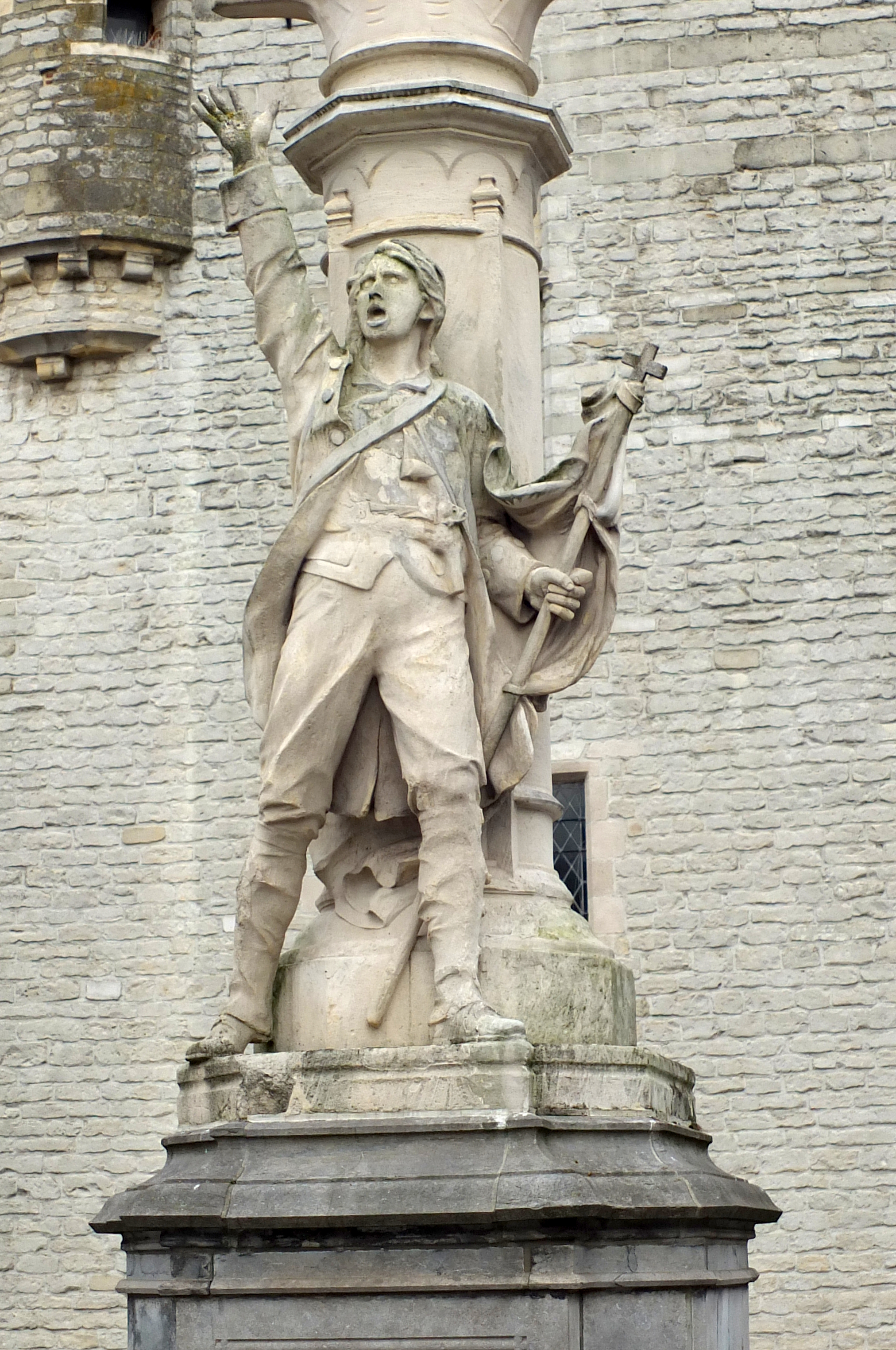
Monument à Herentals.

Le 21 octobre, l'insurrection éclate à Aarschot et Montaigu-Zichem, dans le Hageland. Le 23, les paysans se rendent maîtres de la ville voisine de Diest, où ils mettent en fuite les gendarmes. Entre le 22 et le 24, les insurgés attaquent sans succès Malines, où ils laissent 70 prisonniers, dont 41 sont fusillés,,. Le 24, Louvain est encerclée par les insurgés qui sont renforcés par un contingent venu d'Aarschot et de Diest mené par Jan Cornelis Eelen,. Les 25 et 26, les paysans lancent plusieurs assauts sur la ville, mais les patriotes résistent et l'arrivée en renfort d'une colonne de 660 hommes depuis la Meuse-Inférieure les repoussent,. Diest est également reprise sans combat le 26 par une colonne républicaine de 500 hommes venue de Malines et menée par l'adjudant-général Durutte,. Le 28, Eelen tente sans succès une deuxième attaque sur Louvain. Le 29, un autre rassemblement est écrasé à Duffel et Walem par un détachement de Malines.
Plus au nord, dans la Campine, la ville de Turnhout est envahie le 26 octobre, mais les insurgés l'évacuent à l'annonce de l'arrivée depuis la Hollande d'une colonne de 700 hommes commandée par le chef de brigade Bonardi,. Environ 2 600  à   3 000 insurgés menés par Stolman, Van Gansen, Meulemans, Corbeels, Van Dyck et Heylen se rassemblent alors à Herentals. Les républicains reprennent Turnhout sans combattre dans la nuit du 27 au 28 octobre, puis attaquent Herentals le 29. Les insurgés sont mis en déroute et se replient en direction de l'est, sur Lichtaert et Geel,.
Début novembre, l'armée de la Campine, initialement menée par Stollman mais ensuite remplacé par Emmanuel Jozef van Gansen, établit son quartier-général à Geel. Elle occupe également Mol, Olen, Tongerlo, Westerlo, Oosterlo et Zittaert. Le 5 novembre, Van Gansen prend Meerhout. 
Le général français Claude Sylvestre Colaud organise trois colonnes pour cerner les positions des rebelles de la Campine. La première, commandée par l'adjudant-général Lautour, attaque par le nord : sortie d'Anvers, elle prend Turnhout, puis atteint Geel mais est repoussée. Au sud-ouest, une deuxième colonne, commandée par le général de brigade Henri Antoine Jardon, quitte Louvain et gagne Aerschot, puis Diest. Le 11 novembre, elle quitte cette ville et prend Westerlo presque sans combattre. Le 12, elle s'empare de Tongerlo, puis entre dans Geel qu'elle trouve vide d'insurgés. Le même jour, la troisième colonne, commandée par le général de brigade Chabert, forte d'un millier d'hommes, sort de Diest et attaque Meerhout par le sud, mais elle se heurte cette fois à l'armée de Van Gansen et est repoussée avec de lourdes pertes,. Chabert se replie alors sur Geel, où il fait sa jonction avec Jardon pendant la nuit. Cependant les républicains subissent un deuxième revers au cours de la journée, car Diest, laissée pratiquement vide de troupes par Jardon et Chabert, est envahie par 2 500 paysans du Hageland, venus des environs de Malines et Louvain, menés par Jan Cornelis Eelen.
Van Gansen décide alors d'abandonner Meerhout et Mol, pour se porter sur Diest afin de faire sa jonction avec Eelen,. Les autres chefs, comme Stoelmans, Meulemans, et Pieter Corbeels, font le même choix,. Entre 5 000 et 6 000 insurgés sont alors réunis à Diest et s'emploient à fortifier la ville qui dispose de vieille murailles,. Mais le 13 novembre, les colonnes de Jardon et Chabert arrivent sous les murs de la ville,. Les républicains lancent l'assaut, mais les insurgés les repoussent,. Des négociations sont engagées pendant la nuit, mais sans succès,. Le lendemain, les canons républicains commencent à bombarder la ville, tandis que les paysans tentent trois sorties qui échouent,. Le général Colaud vient lui-même prendre le commandement du siège avec plusieurs milliers d'hommes et 50 pièces d'artillerie en renfort,. Un tel déploiement de forces décourage les insurgés qui abandonnent la ville pendant la nuit et s'enfuient en direction de l'est à travers les marais, non sans avoir été poursuivis et laissés sur le terrain des centaines de morts,. Les insurgés du Hageland, menés par Eelen, se portent vers le sud en direction de Kerck et Léau tandis que ceux de la Campine, menés par Corbeels et Meulemans, mais privés de Van Gansen, blessé, regagnent Mol au nord,.
Le reflux des insurgés du Hageland vers le sud provoque cependant un début d'insurrection dans le Brabant wallon. Le 26 novembre, des Flamands de l'armée de Eelen se réunissent à Roux-Miroir avec les insurgés wallons de la localité, qui ont pris pour chef un agent municipal, Antoine Constant. Forts de quelques centaines d'hommes, ils attaquent le même jour un détachement républicain et s'emparent de Jodoigne, puis ils se portent sur Jauche le 27. Les Flamands retournent ensuite vers le Hageland en passant par Hoegaarden et Boutersem et en contournent la ville de Tirlemont. Deux petits groupes d'insurgés wallons sont cependant écrasés pendant la journée du 27, l'un à Marilles, l'autre à Beauvechain. Informé de ces déroutes, Constant fait demi-tour à Jauche et gagne Hélécine avec toutes ses forces. Il y est attaqué le 28 novembre par les garnisons de Tirlemont et de Hoegaarden. Constant abandonne alors le Brabant wallon et rejoint Eelen au Hageland avec ses hommes le 2 décembre. 
Eelen occupe pour sa part Kortenaken du 16 au 22 novembre, puis Geetbets du 22 novembre au 3 décembre. Il tient alors une zone délimitée par Kapellen à l'ouest, Halen au nord, Rumigny à l'est et Léau au sud. Le 2 décembre, une colonne du général Jardon sortie de Louvain l'attaque à Kapellen. Les républicains sont repoussés et laissent une soixantaine de prisonniers. 

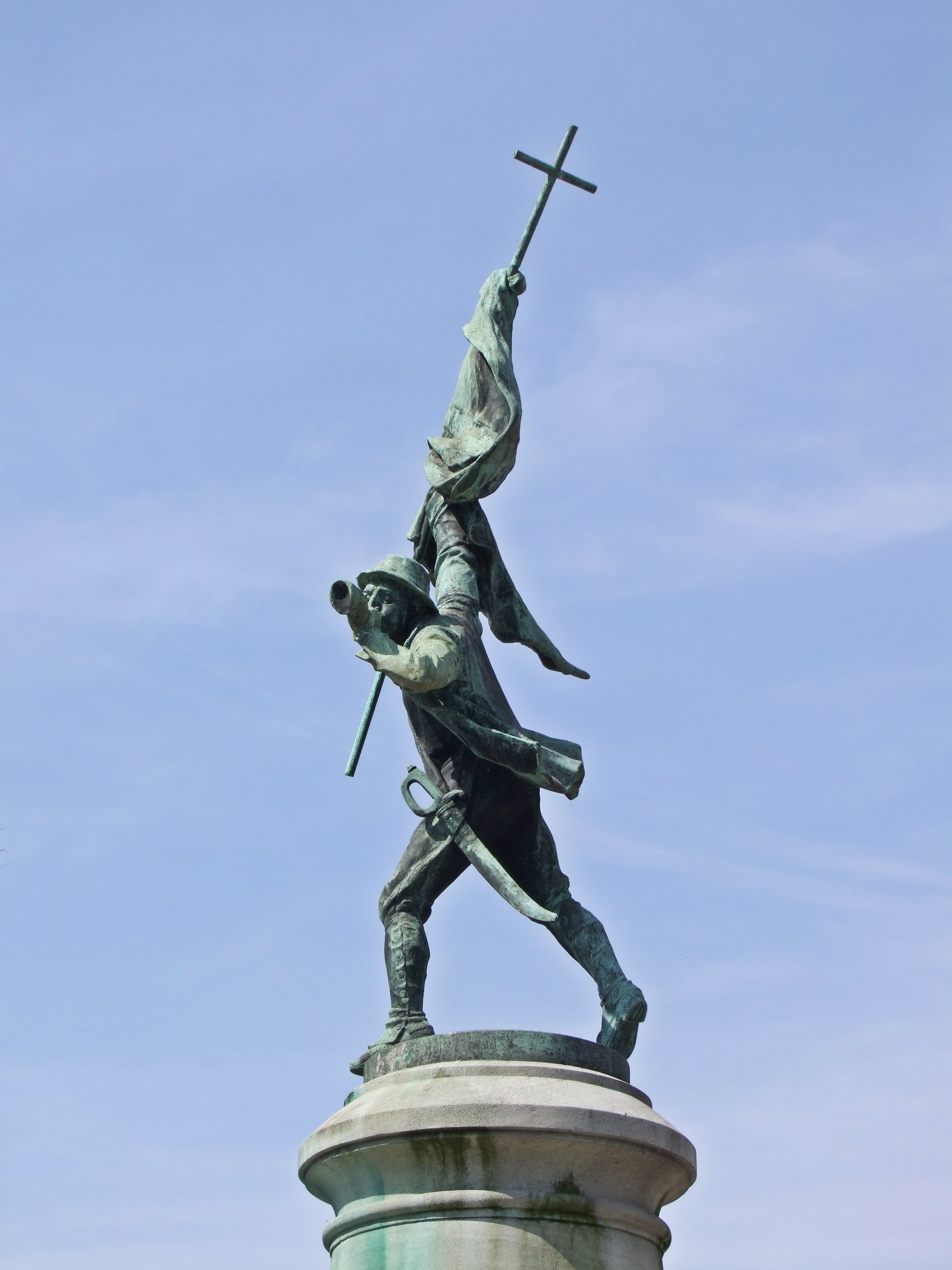
Monument érigé à Hasselt en 1898.

Pendant ce temps dans la Campine, le général Colaud organise une nouvelle offensive pour s'emparer définitivement de Mol, Geel, et Meerhout. Une colonne de l'Armée du Nord, commandée par l'adjudant-général Olivier Macoux Rivaud de La Raffinière, prend position à Turnhout et doit attaquer Mol par le nord et par l'est. Une deuxième colonne commandée par l'adjudant-général Lautour doit quitter Anvers, gagner Herentals et attaquer les insurgés par le sud et par l'ouest. L'offensive est lancée le 22 novembre, mais les républicains se heurtent à une très forte résistance. Mol est emportée à la fin de la journée, mais Meerhout résiste. Les combats reprennent le lendemain et les défenses des rebelles finissent par s'effondrer : Geel et Meerhout tombent aux mains des républicains. L'armée insurgée s'enfuit en direction du sud-est, sur la route de Liège. Corbeels et Meulemans sont faits prisonniers. Conduits à Tournai, ils seront condamnés à mort et fusillés le 3 juillet 1799.
Remis de ses blessures, Van Gansen reprend le commandement de l'armée de la Campine et est bientôt rejoint par les forces du Hageland menées par Eelen et celles du Brabant wallon commandées par Antoine Constant. Les insurgés décident alors de marcher sur Maastricht afin de se rapprocher des armées de la coalition. Le 3 décembre, 3 000 à 4 000 paysans sortent de Alken et marchent sur Hasselt qui est prise le 4. Informé, le général Jardon sort de Louvain avec une demi-brigade et se lance à leur poursuite. Le 5 décembre, il arrive aux abords de Hasselt. La bataille s'engage au matin et dure jusqu'à la fin de l'après-midi. Après quatre assauts, les républicains s'emparent de trois des quatre portes de villes et des combats au corps à corps s'engagent dans les rues. Les insurgés se replient par la route de Saint-Trond, mais ils sont rattrapés et mis en déroute. Les paysans laissent 200 à 800 morts et 106 prisonniers, dont 21 seront fusillés à Bruxelles le 17 février 1799. La bataille de Hasselt marque la fin de l'insurrection, les armées insurgées sont définitivement dispersées.

### Insurrection dans la région de Bornem

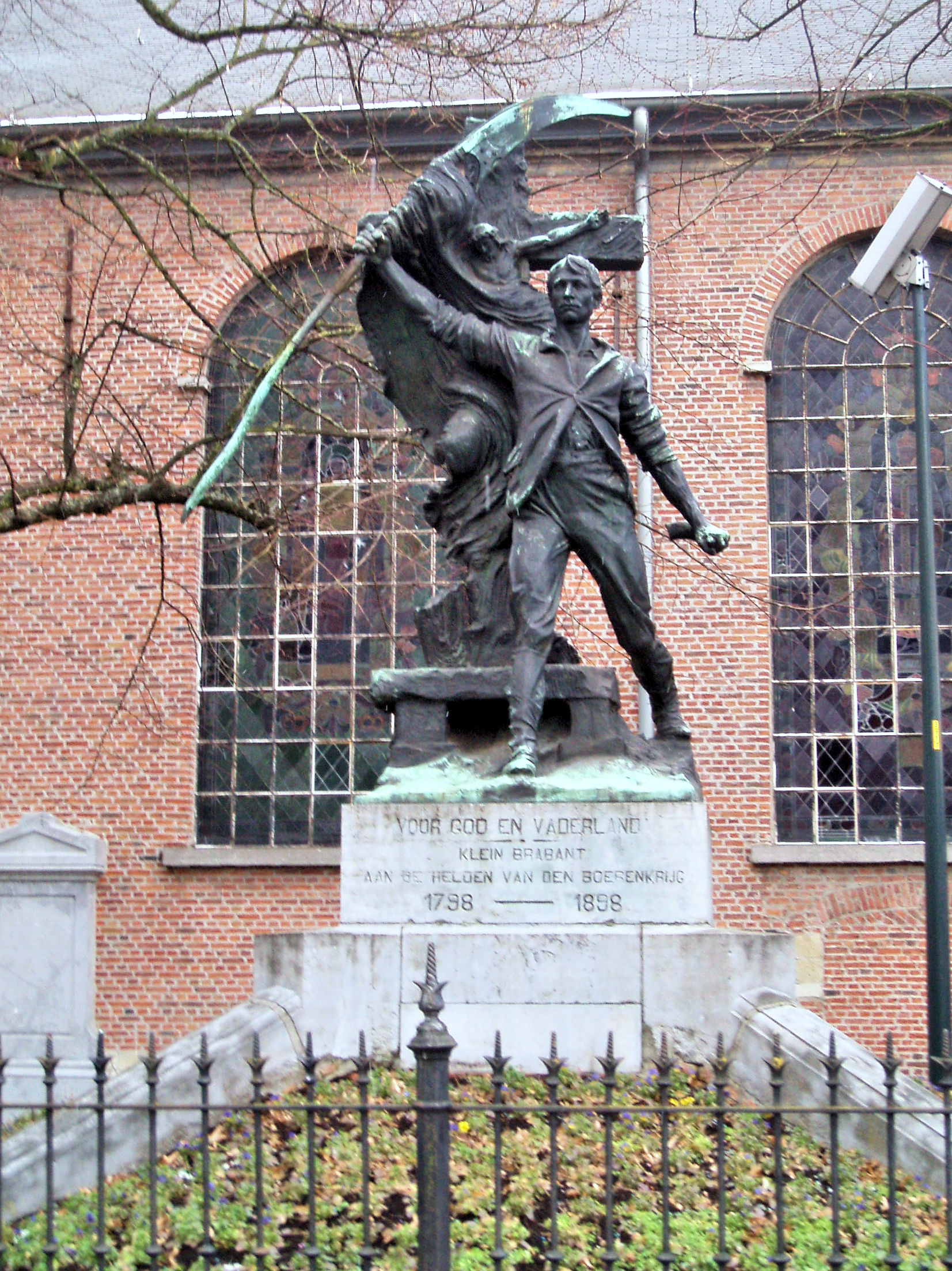
Monument érigé à Bornem.

La région de Bornem, située à l'intérieur d'un triangle délimité par Bruxelles, Gand et Anvers, se situe à la lisière de la Flandre et de l'ancien duché de Brabant. Bornem entre en insurrection le 20 octobre et Emmanuel Rollier prend la tête des révoltés, une cocarde rouge et blanche, un chapeau, affirmant mener la guerre en qualité de général « breveté par M. Charles de Loupoigne au nom de l'archiduc Charles d'Autriche ».
Le 21 octobre, Asse, Merchtem et Londerzeel passent à leur tour à la rébellion, mais une petite troupe venue de Bruxelles reprend Merchtem le 23,. Rollier s'empare quant à lui de Termonde le 22, puis attaque Zele le 23, mais il est repoussé par les républicains qui reprennent ensuite Termonde le 25.
Le 22 octobre, la localité de Boom tombe aux mains d'une autre troupe d'insurgés menée par un ancien capitaine de dragons nommé Quarteer qui a été proclamé comme commandant en chef de l'« armée chrétienne ». Cependant une colonne de 200 soldats républicains sortie d'Anvers attaque Boom et la reprend le 26. Quarteer trouve refuge auprès de Rollier à Willebroek, mais il est arrêté, accusé de trahison et de vols. Il passe en jugement devant un conseil de guerre et selon les versions il est soit condamné à mort et exécuté, soit acquitté mais ensuite assassiné.
Londerzeel est reprise le 24 par les républicains, puis réoccupée le 29 par les insurgés qui poussent jusqu'à Merchtem, mais une colonne sortie de Bruxelles reprend brièvement Asse et Londerzeel les 2 et 3 novembre, puis rétrograde sur Bruxelles. Le 4 novembre, une autre colonne bruxelloise attaque Rollier à Kapelle-op-den-Bos et se porte jusqu'à Willebroek où elle est cette fois repoussée,. Cependant le même jour, venue d'Alost, une autre colonne bien plus importante de 1 500 hommes commandée par l'adjudant-général Rostollan s'empare de Saint-Amand. Rostollan reçoit bientôt en renfort d'autres colonnes et une importante artillerie. Au matin du 5 novembre, Bornem et Willebroek sont totalement encerclées. L'assaut est lancé et malgré les canaux et les barricades érigées par les insurgés, les deux villes sont prises et en partie incendiées. Fuyant les flammes, les rebelles se rassemblent sur la plaine de Hingene, où ils sont mis en déroute et dispersés. Rollier est blessé, mais il parvient néanmoins à s'enfuir et à demeurer caché dans les campagnes pendant deux années.

### Insurrection en Flandre

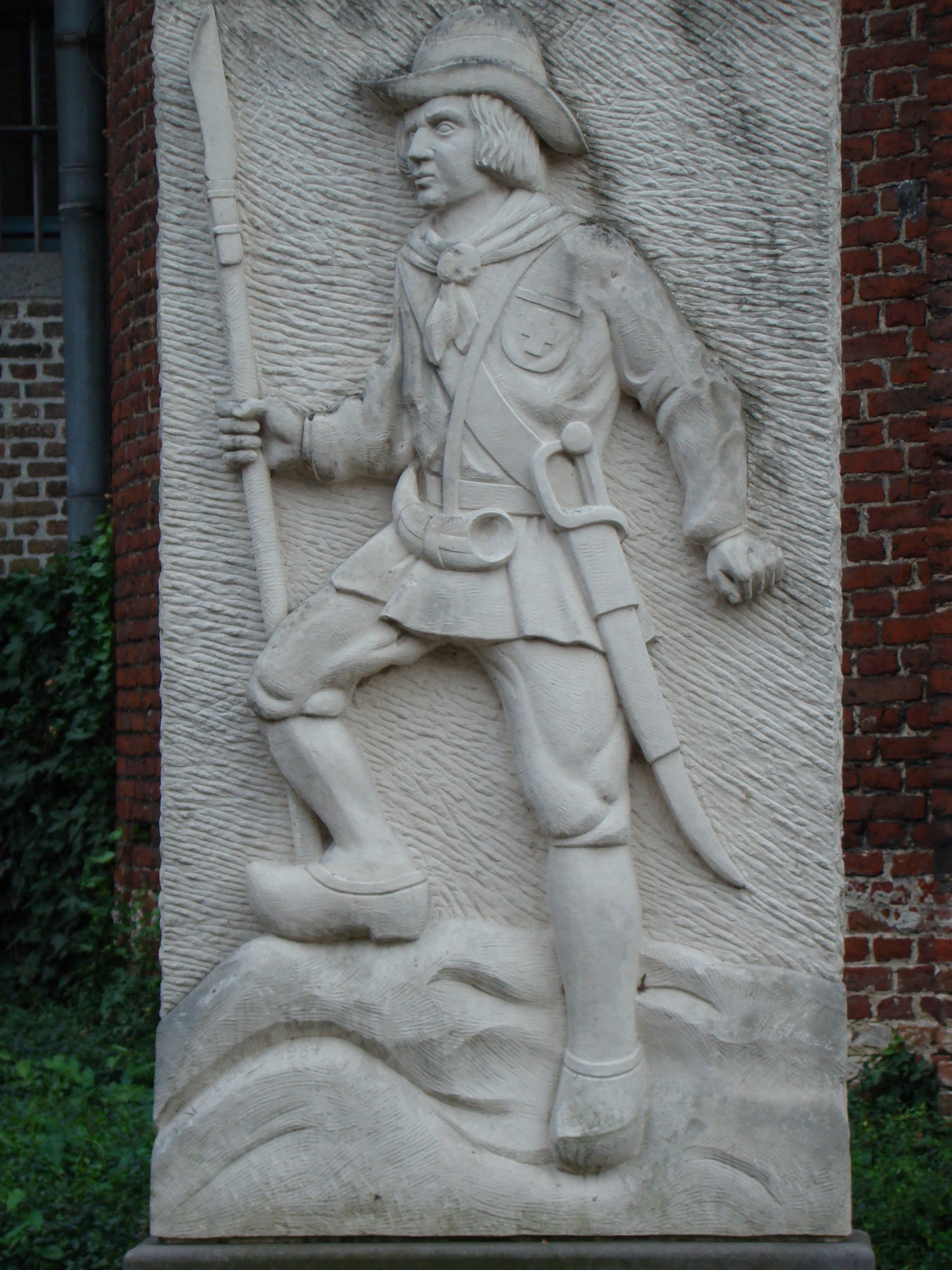
Mémorial érigé à Ingelmunster.

En Flandre-Occidentale, dans le département de la Lys, les républicains repoussent les insurgés à Hooglede, Moorslede et Zonnebeke le 25 octobre,. Les 26 et 27, les insurgés encerclent la ville de Courtrai. Mais la garnison, renforcée par un détachement venu de Bruges, fait une sortie et écrase les paysans révoltés à Ingelmunster le 28. L'insurrection s'estompe alors dans la région, le dernier incident ayant lieu à Kuurne le 3 novembre, où une trentaine de civils, dont des femmes et des enfants, sont massacrés par des soldats.
En Flandre-Orientale, dans le département de l'Escaut, les paysans sont repoussés à Saint-Nicolas le 21 octobre et à Alost le 26. En revanche, ils se rendent maîtres de Renaix le 24 octobre, puis marchent sur Audenarde qui est prise le 25,. Cependant les paysans se débandent et Audenarde est reprise dans la nuit du 26 au 27 par un détachement sorti de Gand. Au lever du jour, au son du tocsin, les insurgés lancent un nouvel appel au rassemblement, mais les républicains font une sortie et les dispersent. Le 28 octobre, des insurgés flamands entrent dans Leuze, dans le Hainaut, mais la garnison d'Ath reprend la localité le même jour,. Après avoir reçu des renforts, les Français reprennent Renaix le 29. Les insurgés se retirent sur Etikhove où ils se dispersent le 30. Le 1er novembre, une colonne de 1 500 soldats républicains sort d'Ath et s'empare de Grammont, puis attaque le lendemain Pollare et Ninove, où les insurgés sont écrasés.

### Insurrection dans la région de Liège
L'insurrection éclate dans la région de Liège les 26 et 27 octobre 1798,. Une armée de 2 000 à 3 000 insurgés venus de Weiswampach, dans le nord du Luxembourg, entre dans le département de l'Ourthe,. Divisée en deux groupes, elle est menée par Krendal d'Espler, qui se proclame « général de l'armée de la foi », le chirurgien Milet, Rousseau, ancien seigneur d'Arzfeld et le baron de Waha,. Les villes de Reuland, Malmedy et Saint-Vith sont envahies,.
Cependant l'intervention d'un détachement de 160 hommes commandés par le capitaine Vessete, aide-de-camp du général Micas, suffit à ramener le calme,. Celui-ci reprend Malmedy sans combattre, puis bat Rousseau à Amblève le 30 octobre, puis Milet à Stavelot le 31,. Découragés, les insurgés se replient dans la forêt de Wanne, puis ils se dispersent,. 

### Insurrection au Luxembourg

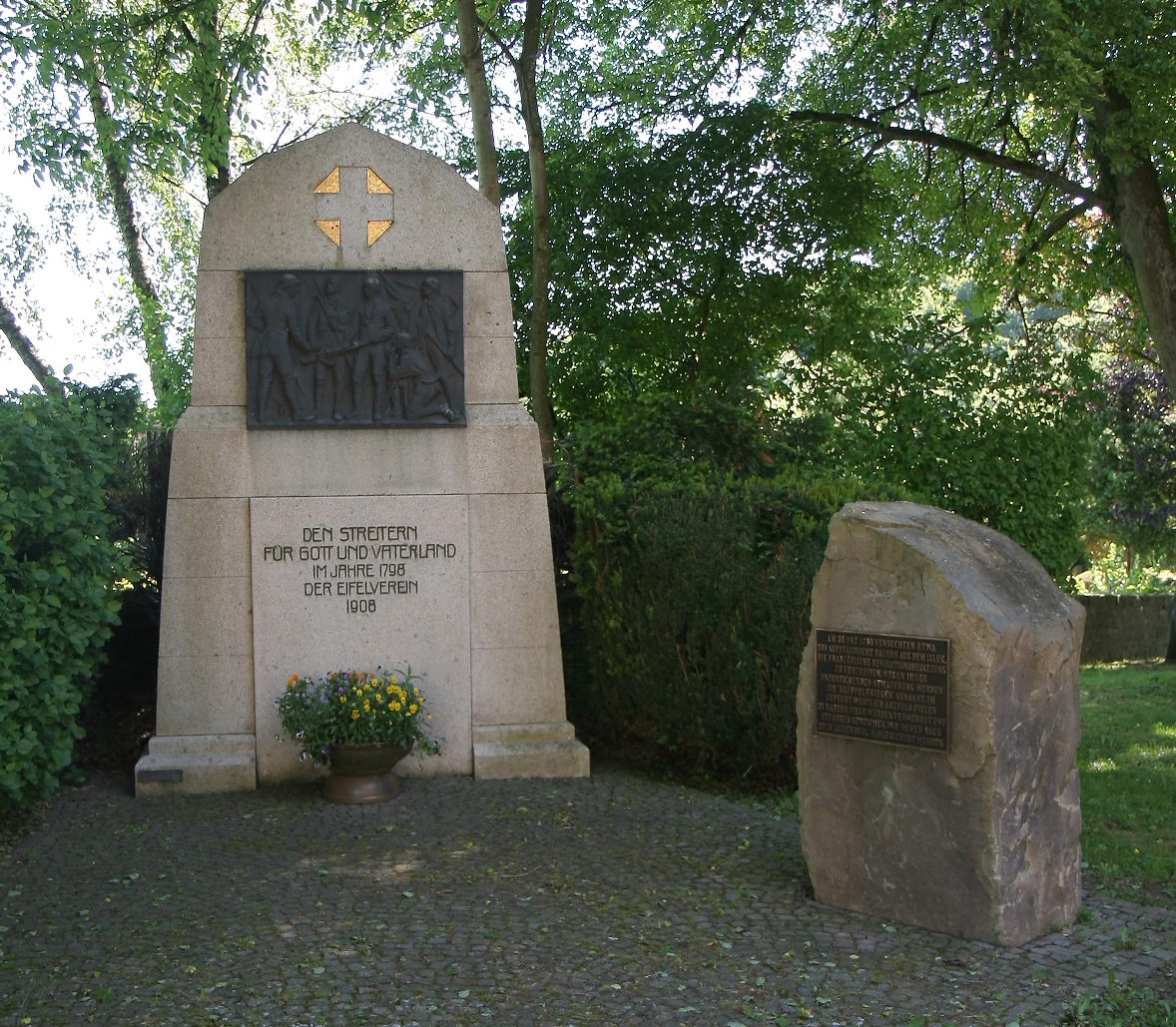
Mémorial érigé à Arzfeld, aujourd'hui en Allemagne.

Dans l'ancien duché de Luxembourg, le général français Joseph Morand organise deux colonnes mobiles de 300 fantassins et 40 cavaliers commandées par les adjudants-généraux Macquin et Duverger, afin de patrouiller sur les deux rives de l'Our. Le 29 octobre, 3 000 paysans se rassemblent à Hoscheid. Mais peu aguerris, ils paniquent à la suite d'une fausse alerte et se dispersent. Le 30, Duverger écrase une troupe de rebelles au village d'Arzfeld,. Le 31, un détachement venu de Diekirch commandé par le capitaine Salès met en déroute un autre rassemblement à Clervaux,. La mort de deux gendarmes français à Asselborn par des insurgés rentrés chez eux marque la fin de l'insurrection au Luxembourg. 
De décembre 1798 à mai 1799, 78 prisonniers luxembourgeois pris lors des combats d'Arzfeld et de Clervaux passent en jugement lors de 5 procès : 35 sont condamnés à mort, 24 à une peine d'emprisonnement et 19 sont acquittés.

## Historiographie
La révolte antirévolutionnaire ou mouvement de libération fait l'objet d'interprétations très différentes :
- les historiens catholiques ont glorifié le caractère clérical de cette guerre ;
- les historiens nationalistes du XIXe siècle ont interprété ces événements comme une révolte nationale belge, alors que cette rébellion était avant tout contre-révolutionnaire[54] ;
- à l'opposé, le conflit étant presque exclusivement localisé en terre flamande, les historiens flamands ont interprété la résistance à la conscription comme un événement national flamand.

## Bilan humain

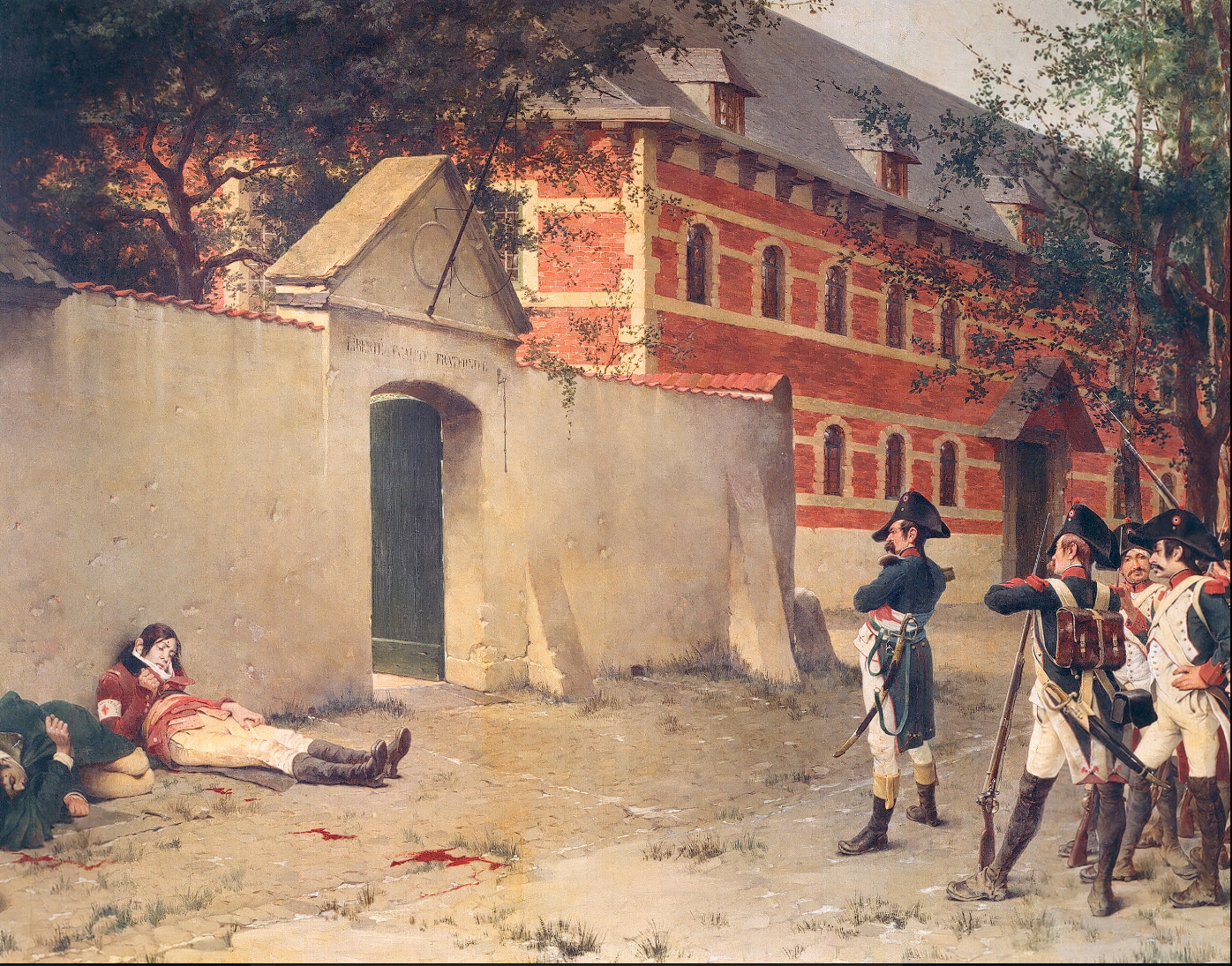
Épisode de la Guerre des Paysans, huile sur toile de Théophile Lybaert, 1885.

Selon les données militaires collectées par les autorités républicaines dans les 9 départements réunis, 5 608 insurgés ont été tués par l’armée ou la gendarmerie et 1 687 sont arrêtés, 648 prêtres ont également été capturés et déportés. Les pertes sont surtout importantes dans le département de la Dyle, où l'on a recensé 2 712 rebelles tués et 304 prisonniers ainsi que 120 prêtres.
Pour l'historien Xavier Rousseaux, environ 5 000 insurgés sont morts, 1 800 ont été faits prisonniers et parmi ces derniers 300 ont été exécutés. Jean-Clément Martin donne un bilan d'au moins 5 600 morts pour les insurgés, 2 000 personnes arrêtées, dont 20 % exécutées et 30 % emprisonnées, et plus de 600 prêtres déportés